# 七五三掛龍也
七五三掛龍也（日语：／ Shimekake Ryūya，1995年6月23日—）是日本演員、歌手、偶像，隸屬於星達拓娛樂，為旗下團體 Travis Japan 的成員之一，暱稱為 Shime（しめ）。
出生於茨城縣 古河市，成長於栃木縣野木町，血型 AB 型。

## 經歷
- 2009年2月15日加入傑尼斯事務所，同期有松村北斗
- 2010年和2011年參加了舞台劇「PLAYZONE 2010〜ROAD TO PLAYZONE〜」、「PLAYZONE'11 SONG&DANC'N.」，分別成為S.A.D.、JR.A 的一員
- 2012年7月被選為 Travis Japan 的一員
- 2022年所屬團體 Travis Japan 與美國 Capitol Records 簽約，於10月28日以數位單曲《JUST DANCE!》出道
- 2024年9月29日開設個人官方 Instagram 帳號，2025年4月28日開設個人官方 TikTok 帳號
- 因喜愛美容，而考取日本化粧品檢定2級執照

## 演出經歷
僅列出個人演出，組合相關的演出請參考 Travis Japan

### 電視劇
- BAD BOYS J（2013年4月7日 - 6月23日、日本電視台）- 見城樹
- 49（2013年10月6日 - 12月29日、日本電視台）- 增山海斗
- 小荳荳！第47集（2017年12月5日、朝日電視台）- 傑尼斯組合（初代）
- 兄妹（2018年6月25日、TBS）- 三四郎[6]
- 坡上的紅色屋頂第2集 - 最終回（2024年3月10日 - 31日、WOWOW）- 鈴木洋平
- 我們陷入戀愛的理由（2024年10月12日 - 12月21日、朝日電視台）- 坂元凌[7]
- 本能開關 第4集・第6集（2025年2月1日・15日、朝日電視台）- Travis Japan[8]

### 網路劇
- 我們陷入戀愛的理由 Another Story（2024年11月2日 - 12月4日、TELASA）- 主演・坂元凌
- 和我老公結婚吧（2025年6月27日 - 7月25日、Prime Video）- 田邊悠斗[9]

### 電視節目
- Eve 6 Plus（2019年4月 - 2022年3月22日、栃木電視台）- 不定期週二出演[10] → 週二固定來賓[11]
- Love it!（2025年1月6日 - 3月24日、TBS）-「Love it! Family」1-3月週一固定棚內來賓
- NON STOP!（2025年4月4日 - 、富士電視台）- 週五單元[12]
- Kis-My-Ft2 藤ヶ谷太輔&横尾渉 NAKED〜素のまま沖縄2人旅〜 ダイジェスト版（2025年6月28日、日本電台）- 旁白

### 舞台劇
- PLAYZONE2009 來自太陽的信（2009年7月11日 - 8月9日、青山劇場 / 8月21日 - 26日、梅田藝術劇場）
- Fan 感謝 Livee in 創新劇院『みんなクリエに来てクリエ！』〔PART 3〕（2010年5月28日 - 31日、創新劇院）
- 新春 瀧澤革命（2012年1月1日 - 29日、帝國劇場）
- ABC座 2015（2015年10月7日 - 28日、日生劇場）
- Marius（2017年3月6日 - 27日、日生劇場）[13]
- 春風化雨（2018年10月5日 - 24日、新國立劇場）- 諾克斯·歐佛斯特[14]
- 赫爾（2019年4月1日 - 14日、TBS赤坂ACT劇場 / 4月22日 - 28日、梅田藝術劇場主廳）- 修一[15]
- ダブリンの鐘つきカビ人間（2024年7月3日 - 10日、東京國際論壇 / 7月20日 - 29日、COOL JAPAN PARK OSAKA WW Hall）- 主演・カビ人間（與吉澤閑也雙主演）[16]
- 哈洛與茂德（2025年9月30日 - 10月10日、EX THEATER ROPPONGI / 10月16日 - 18日、森之宮 Piloti Hall）- 哈洛[17]

### 電影
- 劇場版 BAD BOYS J（2013年11月9日）- 見城樹[18]
- 謊言×謊言（2021年2月19日）- 桂孝昭 [19]

### 活動
- 日本職棒阪神虎 vs. 東京養樂多燕子（2024年5月18日、阪神甲子園球場）- 與中村海人一起擔任開球嘉賓[20]

## 外部連結
- 七五三掛龍也的Instagram帳戶
- 七五三掛龍也的TikTok
- STARTO ENTERTAINMENT > Travis Japan （页面存档备份，存于）（日語）
- 七五三掛龍也 個人簡介｜ISLAND TV - 頁庫存檔（2022年5月17日）（日語）
- 七五三掛龍也在互联网电影资料库（IMDb）上的資料（英文）